# Shell Recharge
Shell Recharge is een internationaal netwerk van snelladers dat werd opgericht in 2015. Het bedrijf is sinds 2017 onderdeel van Shell. Het Recharge-netwerk bevat in 2023 ruim 300.000 laadpunten in meer dan 33 landen. Het wil in 2030 aanbieder zijn van ruim 2,5 miljoen oplaadpunten.

## Beschrijving
Shell Recharge startte in 2015 als start-up met een netwerk van laders voor elektrische voertuigen. In 2017 werd het een volledige dochteronderneming van Shell.
Op 1 april 2020 werd Melanie Lane aangesteld als nieuwe CEO van Shell Recharge. Ze volgde hiermee Sytse Zuidema op.
In 2021 ging het bedrijf, samen met NewMotion en het Amerikaanse Greenlots, verder onder de naam Shell Recharge Solutions. Het bedrijf gaf aan met deze fusie het laadnetwerk verder te willen uitbreiden.
Eind 2022 kondigde het bedrijf aan samen te werken met het Vietnamese merk VinFast voor de levering van thuislaadpunten en diensten aan VinFast-klanten in Nederland, Frankrijk en Duitsland.

## Sponsoring
Recharge was in 2022 hoofdsponsor van de ePrix van Berlijn, een race uit het Formule E-kampioenschap. Met de sponsoring wil het bedrijf de aandacht op zich vestigen voor wat betreft elektrische mobiliteit.